# Cofanetto (formaggio)
Il Cofanetto è un formaggio e prodotto tipico siciliano. Rientra nell'elenco dei prodotti agroalimentari tradizionali (PAT) stilato dal Ministero delle politiche agricole alimentari e forestali (Mipaaf).
Il formaggio è prodotto nei comuni di Custonaci, San Vito Lo Capo, Castellammare del Golfo e Calatafimi in Provincia di Trapani.

## Nome
Il nome non si riferisce alla sua forma (esso è infatti un parallelepipedo), ma al vicino monte Cofano sulle cui pendici si allevano i capi il cui latte permette la produzione del cofanetto.

## Storia
È un formaggio di antica tradizione e storia. La Gazzetta Ufficiale della Regione Siciliana nel decreto che inseriva il cofanetto fra i prodotti tipici siciliani riportava, a testimonianza delle radici storiche del prodotto, la citazione di Samuel Butler che faceva risalire la produzione del cofanetto al VI secolo.

## Caratteristiche
È un formaggio misto, prodotto mescolando il latte di pecora del territorio per un 20/30% col latte di vacca cinisara in proporzione di circa 70/80%. La forma è squadrata con i lati dritti e pesa fra i 2 e i 10 chilogrammi.

## Produzione

### Cagliata
Il processo produttivo è simile a quello per la produzione del pecorino. Il latte viene coagulato con il caglio di agnello alla temperatura di circa 36 gradi. Dopo mezz'ora circa la cagliata viene rotta con un attrezzo in legno detto rotula. Una volta che la massa ha il giusto grado di omogeneità con parti della grandezza di un chicco di riso essa viene messa nella scotta calda per quattro ore e successivamente è messa ad asciugare a cavallo di travi di legno.

### Filatura
Il giorno successivo la massa caseosa viene tagliata a strisce e fatta filare avendola immersa in un mastello di legno detto piddiaturi Dopo la filatura usando la tecnica localmente chiamata accuppatina si dà una forma ovale e si inserisce la "palla" ottenuta in un tavoliere di legno per dare la definitiva forma squadrata a parallelepipedo.

### Salatura
Dopo un ulteriore giorno di riposo il formaggio viene immesso in salamoia satura per un periodo che dipende dal peso, circa 12 ore per ogni chilogrammo.

### Stagionatura
Il cofanetto può essere consumato fresco oppure stagionato.